# Super Collider
Super Collider je čtrnácté studiové album americké thrashmetalové skupiny Megadeth. Vydalo jej dne 4. června 2013 hudební vydavatelství Tradecraft Records a jeho producentem byl Johnny K s frontmanem skupiny Davem Mustainem (oba se jako producenti podíleli i na předchozí nahrávce TH1RT3EN). Album bylo nahráno v období od prosince 2012 do března 2013 v kalifornském San Marcos. V žebříčku UK Albums Chart se album umístilo na dvaadvacáté příčce; v Billboard 200 na šesté. Základní verze alba obsahuje celkem jedenáct skladeb, z toho jednu coververzi. Jde o píseň „Cold Sweat“ od skupiny Thin Lizzy. V písni „Dance in the Rain“ zpívá jako host David Draiman ze skupiny Disturbed.

## Seznam skladeb
| Pořadí | Název                 | Autor                                   | Délka |
| ------ | --------------------- | --------------------------------------- | ----- |
| 1.     | Kingmaker             | Dave Mustaine, David Ellefson           | 4:16  |
| 2.     | Super Collider        | Mustaine                                | 4:11  |
| 3.     | Burn!                 | Mustaine                                | 4:11  |
| 4.     | Built for War         | Mustaine, Chris Broderick, Shawn Drover | 3:57  |
| 5.     | Off the Edge          | Mustaine                                | 4:11  |
| 6.     | Dance in the Rain     | Mustaine                                | 4:45  |
| 7.     | Beginning of Sorrow   | Mustaine, Broderick, Ellefson           | 3:51  |
| 8.     | The Blackest Crow     | Mustaine                                | 4:27  |
| 9.     | Forget to Remember    | Mustaine                                | 4:28  |
| 10.    | Don't Turn Your Back… | Mustaine                                | 3:47  |
| 11.    | Cold Sweat            | Phil Lynott, John Sykes                 | 3:10  |

## Obsazení
Megadeth
- Dave Mustaine – zpěv, kytara
- Chris Broderick – kytara, doprovodné vokály
- David Ellefson – baskytara, doprovodné vokály
- Shawn Drover – bicí, perkuse

Ostatní hudebníci
- Bob Findley – horn
- David Draiman – zpěv
- Yao Zhao – violoncello
- Tom Cunningham – housle
- Brian Costello – dudy
- Sean Costello – dudy
- Mary Kate Peterson – dudy
- Electra Mustaine – doprovodné vokály
- Sarah Phelps – doprovodné vokály
- Willie Gee – hlas